# William Orville Ayres
William Orville Ayres (Connecticut, 11 de setembro de 1817 — 30 de abril de 1887) foi um físico e ictiologista dos Estados Unidos.
Graduou-se em medicina na Universidade de Yale. Ayres também foi interessado em ciências naturais, particularmente em ornitologia. Foi amigo do famoso ornitólogo e pintor John James Audubon.
Como primeiro curador da Academia de Ciências de Ictiologia da Califórnia, Ayres fez muitos trabalhos sobre os peixes da região, apesar das dificuldades.